# Episodi di Robot Trains
Lista degli episodi di Robot Trains andati in onda in Italia dal 2017 al 2019 su DeA Junior e in chiaro su Cartoonito che dalla seconda stagione porta gli episodi in prima visione assoluta, invece i 52 episodi della terza stagione sono stati pubblicati in Nord America su Netflix a causa della pandemia COVID-19.

## Prima stagione (2015)
| Ep | Titolo Italiano                  | Titolo originale                      | Prima visione Italia | Prima visione     |
| -- | -------------------------------- | ------------------------------------- | -------------------- | ----------------- |
| 1  | L'avventura comincia             | 모험이 시작된다                       | 4 settembre 2017     | 26 febbraio 2015  |
| 2  | Duke non dice la verità          | 듀크는 진실을 말하지 않는다           | 4 settembre 2017     | 5 marzo 2015      |
| 3  | Ricordi perduti                  | 잃어버린 기억                         | 5 settembre 2017     | 12 marzo 2015     |
| 4  | Il treno virus                   | 바이러스 열차                         | 5 settembre 2017     | 19 marzo 2015     |
| 5  | Una missione per Kay             | 케이를 위한 임무                      | 6 settembre 2017     | 26 marzo 2015     |
| 6  | La bufera di neve                | 눈보라                                | 6 settembre 2017     | 2 aprile 2015     |
| 7  | La torre dell'acqua              | 급수탑                                | 7 settembre 2017     | 9 aprile 2015     |
| 8  | Attenzione alle valanghe         | 눈사태를 조심하세요                   | 7 settembre 2017     | 16 aprile 2015    |
| 9  | Un'amicizia ritrovata            | 새로 찾은 우정                        | 8 settembre 2017     | 23 aprile 2015    |
| 10 | Janne e Kay                      | 잔느와 케이                           | 8 settembre 2017     | 30 aprile 2015    |
| 11 | Un nuovo allenamento per Kay     | 케이를 위한 새로운 운동               | 11 settembre 2017    | 7 maggio 2015     |
| 12 | Alf e Kay sulle montagne         | 산속의 알프와 케이                    | 11 settembre 2017    | 14 maggio 2015    |
| 13 | Un ospite innaspettato           | 예상치 못한 손님                      | 12 settembre 2017    | 21 maggio 2015    |
| 14 | La vittoria è vicina             | 승리가 가까워졌다                     | 12 settembre 2017    | 28 maggio 2015    |
| 15 | Corsa per la vittoria            | 승리를 위한 레이스                    | 13 settembre 2017    | 4 giugno 2015     |
| 16 | Il festival                      | 축제                                  | 13 settembre 2017    | 11 giugno 2015    |
| 17 | Duke è tornato                   | 듀크가 돌아왔다                       | 14 settembre 2017    | 18 giugno 2015    |
| 18 | Tieni duro, Kay!                 | 잠깐만, 케이!                         | 14 settembre 2017    | 25 giugno 2015    |
| 19 | L'arrivo di Victor               | 빅터의 도착                           | 15 settembre 2017    | 2 luglio 2015     |
| 20 | Nuovi incontri                   | 새 회의                               | 15 settembre 2017    | 9 luglio 2015     |
| 21 | Il leggendario 'treno alpha'     | 전설의 '알파열차'                     | 18 settembre 2017    | 16 luglio 2015    |
| 22 | Un virus pericoloso              | 위험한 바이러스                       | 18 settembre 2017    | 23 luglio 2015    |
| 23 | La verità su Duke                | 듀크의 진실                           | 19 settembre 2017    | 30 luglio 2015    |
| 24 | Lo strano allenamento di Kay     | 케이의 이상한 운동                    | 19 settembre 2017    | 6 agosto 2015     |
| 25 | Il tunnel del tempo              | 시간 터널                             | 20 settembre 2017    | 13 agosto 2015    |
| 26 | Un altro mondo                   | 또 다른 세계                          | 20 settembre 2017    | 20 agosto 2015    |
| 27 | Victor è in pericolo             | 빅터가 위험하다                       | 21 settembre 2017    | 27 agosto 2015    |
| 28 | Tutti per uno uno per tutti      | 하나를 위한 모든 것, 모두를 위한 하나 | 21 settembre 2017    | 3 settembre 2015  |
| 29 | Strani attacchi                  | 이상한 공격                           | 22 settembre 2017    | 10 settembre 2015 |
| 30 | L'attacco dei virus              | 바이러스의 공격                       | 22 settembre 2017    | 17 settembre 2015 |
| 31 | Il mondo dei treni è in pericolo | 기차의 세계가 위험하다                | 25 settembre 2017    | 24 settembre 2015 |
| 32 | Verso nuove avventure            | 새로운 모험을 향하여                  | 25 settembre 2017    | 1 ottobre 2015    |

## Seconda stagione (2018-2019)
| Ep | Ep st | Titolo Italiano                  | Prima visione Italia | Prima visione     |
| -- | ----- | -------------------------------- | -------------------- | ----------------- |
| 33 | 1     | Di nuovo insieme                 | 23 novembre 2018     | 16 settembre 2018 |
| 34 | 2     | Nel parco acquatico              | 23 novembre 2018     | 16 settembre 2018 |
| 35 | 3     | Il Guardiano della montagna      | 24 novembre 2018     | 23 settembre 2018 |
| 36 | 4     | Genie la detective!              | 24 novembre 2018     | 23 settembre 2018 |
| 37 | 5     | Il più veloce di tutti           | 25 novembre 2018     | 30 settembre 2018 |
| 38 | 6     | La stella alpina                 | 25 novembre 2018     | 30 settembre 2018 |
| 39 | 7     | L'esercito di robot              | 26 novembre 2018     | 7 ottobre 2018    |
| 40 | 8     | Scatti speciali                  | 26 novembre 2018     | 7 ottobre 2018    |
| 41 | 9     | Per fortuna c'è Alf!             | 27 novembre 2018     | 14 ottobre 2018   |
| 42 | 10    | Il mulino energetico             | 27 novembre 2018     | 14 ottobre 2018   |
| 43 | 11    | Il treno sull'acqua              |                      | 21 ottobre 2018   |
| 44 | 12    | Le sfere della foresta           |                      | 21 ottobre 2018   |
| 45 | 13    | Alla ricerca di Becky            |                      | 28 ottobre 2018   |
| 46 | 14    | Non arrenderti, Alf!             |                      | 28 ottobre 2018   |
| 47 | 15    | Attenti a Luca!                  |                      | 4 novembre 2018   |
| 48 | 16    | Un nuovo amico                   |                      | 4 novembre 2018   |
| 49 | 17    | Un grande regalo                 |                      | 11 novembre 2018  |
| 50 | 18    | Fuochi d'artificio!              |                      | 11 novembre 2018  |
| 51 | 19    | L'incredibile Maxie              |                      | 18 novembre 2018  |
| 52 | 20    | Tutti al caldo!                  |                      | 18 novembre 2018  |
| 53 | 21    | Un'altra Eriv                    |                      | 25 novembre 2018  |
| 54 | 22    | Fuga dal freddo                  |                      | 25 novembre 2018  |
| 55 | 23    | La geniale Genie!                |                      | 2 dicembre 2018   |
| 56 | 24    | Aiutiamo Paul!                   |                      | 2 dicembre 2018   |
| 57 | 25    | Problema al circuito             |                      | 9 dicembre 2018   |
| 58 | 26    | La scommessa                     |                      | 9 dicembre 2018   |
| 59 | 27    | Un talento nascosto              |                      | 24 febbraio 2019  |
| 60 | 28    | Non ditelo a Jeanne              |                      | 24 febbraio 2019  |
| 61 | 29    | Genie e il suo forno speciale    |                      | 03 marzo 2019     |
| 62 | 30    | Corsa contro il tempo            |                      | 03 marzo 2019     |
| 63 | 31    | Mose e Dos combinaguia           |                      | 10 marzo 2019     |
| 64 | 32    | La decisione di Duke             |                      | 10 marzo 2019     |
| 65 | 33    | Chi salverà Maxie e Alf?         |                      | 17 marzo 2019     |
| 66 | 34    | La scatola misteriosa            |                      | 17 marzo 2019     |
| 67 | 35    | Un piccolo malinteso             |                      | 24 marzo 2019     |
| 68 | 36    | Le storie di Gary                |                      | 24 marzo 2019     |
| 69 | 37    | Dos e il solletico               |                      | 31 marzo 2019     |
| 70 | 38    | Il segreto di Leo                |                      | 31 marzo 2019     |
| 71 | 39    | Un nuovo equipaggiamento per Alf |                      | 7 aprile 2019     |
| 72 | 40    | La nuova arma di Master X        |                      | 7 aprile 2019     |
| 73 | 41    | La mongolfiera                   |                      | 14 aprile 2019    |
| 74 | 42    | Bolle, bolle, bolle!             |                      | 14 aprile 2019    |
| 75 | 43    | Missione Compleanno              |                      | 21 aprile 2019    |
| 76 | 44    | La caccia al tesoro              | 31 gennaio 2020      | 21 aprile 2019    |
| 77 | 45    | Josephe la passione per i libri  | 31 gennaio 2020      | 28 aprile 2019    |
| 78 | 46    | L'allenamento speciale           | 1 febbraio 2020      | 28 aprile 2019    |
| 79 | 47    | Lo scambio                       | 1 febbraio 2020      | 5 maggio 2019     |
| 80 | 48    | Tornado in vista!                | 2 febbraio 2020      | 5 maggio 2019     |
| 81 | 49    | Il mistero della pioggia         | 3 febbraio 2020      | 12 maggio 2019    |
| 82 | 50    | L'energia oscura                 | 3 febbraio 2020      | 12 maggio 2019    |
| 83 | 51    | La sfera Arcobaleno!             | 4 febbraio 2020      | 19 maggio 2019    |
| 84 | 52    | Il segreto del vulcano           | 4 febbraio 2020      | 19 maggio 2019    |

## Terza stagione (2021)
| Ep  | Ep st | Titolo                        | Prima visione   |
| --- | ----- | ----------------------------- | --------------- |
| 85  | 1     | A New Threat                  | 15 ottobre 2021 |
| 86  | 2     | Slimed!                       | 15 ottobre 2021 |
| 87  | 3     | Three Wishes                  | 15 ottobre 2021 |
| 88  | 4     | Breaking the Kay Barrier!     | 15 ottobre 2021 |
| 89  | 5     | Ancient Railwatch!            | 15 ottobre 2021 |
| 90  | 6     | Battle of the Bands           | 15 ottobre 2021 |
| 91  | 7     | Genie's Day Off               | 15 ottobre 2021 |
| 92  | 8     | Hypno-rail                    | 15 ottobre 2021 |
| 93  | 9     | Now You See Me, Now You Don't | 15 ottobre 2021 |
| 94  | 10    |                               | 15 ottobre 2021 |
| 95  | 11    |                               | 15 ottobre 2021 |
| 96  | 12    |                               | 15 ottobre 2021 |
| 97  | 13    |                               | 15 ottobre 2021 |
| 98  | 14    |                               | 15 ottobre 2021 |
| 99  | 15    |                               | 15 ottobre 2021 |
| 100 | 16    |                               | 15 ottobre 2021 |
| 101 | 17    |                               | 15 ottobre 2021 |
| 102 | 18    |                               | 15 ottobre 2021 |
| 103 | 19    |                               | 15 ottobre 2021 |
| 104 | 20    |                               | 15 ottobre 2021 |
| 105 | 21    |                               | 15 ottobre 2021 |
| 106 | 22    |                               | 15 ottobre 2021 |
| 107 | 23    |                               | 15 ottobre 2021 |
| 108 | 24    |                               | 15 ottobre 2021 |
| 109 | 25    |                               | 15 ottobre 2021 |